# Rhinella fernandezae
Rhinella fernandezae é uma espécie de anfíbio da família Bufonidae. Pode ser encontrada no Brasil, Argentina, Uruguai e Paraguai.